# ثقافة التصريح
يُستخدم مصطلح ثقافة التصريح غالبًا من قبل لورنس ليسيج ونشطاء حقوق النشر الآخرون مثل لويس فيلا  ونينا بالي  لوصف مجتمع تنتشر فيه قيود حقوق النشر ويتم فرضه إلى الحد الذي يكون فيه أي استخدامات لجميع الأعمال المحمية بحقوق الطبع والنشر بحاجة إلى أن تكون مستأجرة بشكل صريح. وهذا ينطوي على آثار اقتصادية واجتماعية، ففي مثل هذا المجتمع يمكن لمالكي حقوق الطبع والنشر أن يطلبوا الدفع مقابل كل استخدام للمصنف، وربما الأهم من ذلك، الحصول على إذن للقيام بأي نوع من الأعمال المشتقة.
ويصف لورانس ليسيغ ثقافة التصريح على عكس الثقافة الحرة، في حين تصف ثقافة التصريح مجتمعًا يجب على منشئي المحتوى السابقين أو ذوي السلطة منح الناس إذنًا باستخدام المواد، وتضمن الثقافة الحرة قدرة أي شخص على الإنشاء دون أي قيود من الماضي. ومثال يستشهد ليزغ في كتابه «الثقافة الحرة» هو التصوير الفوتوغرافي، وفي هذا المثال إذا كانت البيئة القانونية المحيطة بالمراحل الأولى من التصوير الفوتوغرافي أكثر صرامة مع ما يشكل الملكية وما استند إليه أكثر في اتجاه ثقافة التصريح، فإن التصوير الفوتوغرافي كان سيتطور بطريقة مختلفة للغاية وسيكون محدوداً.

## الآثار المترتبة
من الآثار المترتبة على ثقافة التصريح أن منشئي المحتوى يمنعون الإجراءات النظامية وهذا يعيق الابتكار؛ فإن طلب إذن بهذا المعنى يعني أنه سيتعين على منشئي المحتوى إثبات أن استخدامهم للمواد عادل، حتى في حال عدم الضرورة القانونية،  وهي عملية يقرر البعض عدم استمرارها.
وغالبًا ما يتعارض هذا المصطلح مع ثقافة ريمكس.

## روابط خارجية
- الثقافة الحرة لورانس ليسيج
- طغيان حق المؤلف؟ من نيويورك تايمز (2004)